# Apteropedetes
Apteropedetes is een geslacht van rechtvleugeligen uit de familie sabelsprinkhanen (Tettigoniidae). De wetenschappelijke naam van dit geslacht is voor het eerst geldig gepubliceerd in 1979 door Rentz.

## Soorten
Het geslacht Apteropedetes  is monotypisch en omvat slechts de volgende soort:
- Apteropedetes anaesegalae (Gurney & Liebermann, 1975)